# Cole California Car Company
Cole California Car Company, vorher California Car Company, war ein US-amerikanischer Hersteller von Automobilen.

## Unternehmensgeschichte
Die California Car Company wurde 1911 in Fruitvale gegründet. Das ist ein Vorort von Oakland in Kalifornien. Walter G. Sachs war Präsident, während Andrew J. Schram Vizepräsident, Generalmanager und Konstrukteur war. Im gleichen Jahr begann die Produktion von Automobilen. Als Markenname war zunächst California geplant, allerdings wurde noch rechtzeitig erkannt, dass die California Automobile Company bereits Fahrzeuge unter diesem Namen vermarktete. Daraufhin wurde Pacific Special gewählt.
1913 verließ Schram das Unternehmen, der daraufhin die Schram Motor Car Company gründete. Frederick Cole, der vorher in San Francisco Fahrzeuge der Cole Motor Car Company vertrieb, übernahm seinen Posten. Das Unternehmen wurde in Cole California Car Company umbenannt. Sachs blieb Präsident. Es ist unklar, ob ab diesem Zeitraum überhaupt noch Fahrzeuge gefertigt wurde.
1913 endete die Produktion. 1914 wurde das Unternehmen aufgelöst.

## Fahrzeuge
Die Modelle bis 1913 hatten einen Vierzylindermotor von der Continental Motors Company. 114,3 mm Bohrung und 127 mm Hub ergaben 5212 cm³ Hubraum. Der Motor war mit 32,4 PS angegeben. Das Fahrgestell hatte 307 cm Radstand. Der Aufbau war ein Tourenwagen mit fünf Sitzen. Der Neupreis betrug 1750 US-Dollar.
Unter Cole gab es Pläne für ein billigeres Vierzylindermodell und/oder ein teureres Modell mit Sechszylindermotor.